# Lythrum junceum
Lythrum junceum — вид рослин родини плакунові (Lythraceae).

## Опис
Зазвичай багаторічна трав'яниста рослина, гола, 20-70 см заввишки. Стовбур чотирикутний, розгалужений при основі. Листя зазвичай чергове, сидяче, довгасто-овальне, нижче довжиною до 2 см і шириною 1 см, поступово звужуються до верху. Одиночні квітки в пазухах верхніх, більш-менш сидячих листків. Пелюсток шість, довгасто-еліптичні, 5-7 мм, блідо-фіолетові, рідко білі. Квітне з квітня по вересень. Тичинок 12, принаймні, шість з них виставляються. Плоди еліптично-циліндричні. Насіння ≈ 0,8 мм, яйцеподібне.

## Поширення
Населяє Середземномор'я: пд.-зх. Європи, Макаронезія, пн.-зх. Африки. Полюбляє вологі місця проживання, береги річок та вологі луки; 0-3400 м.

## Галерея

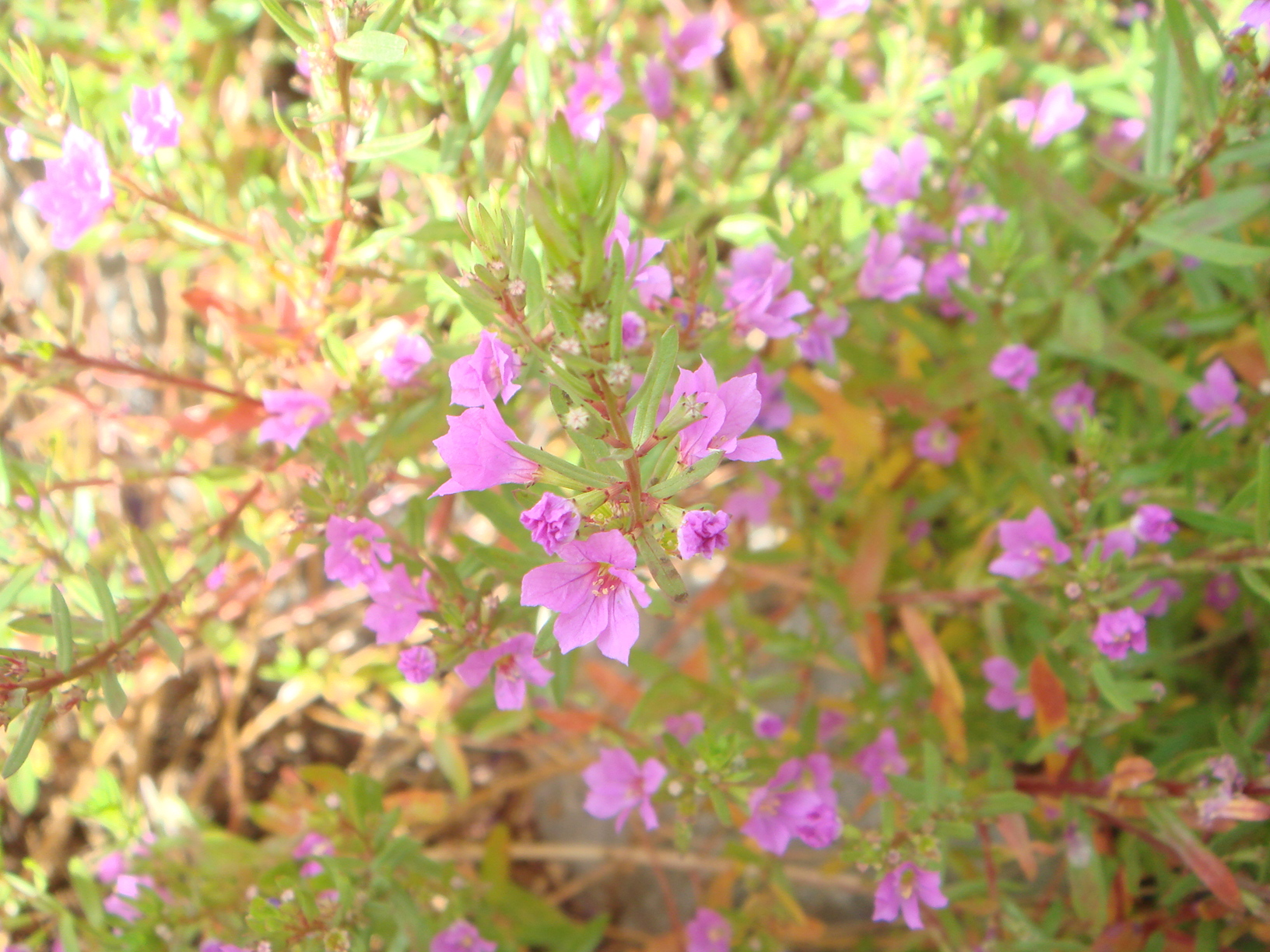
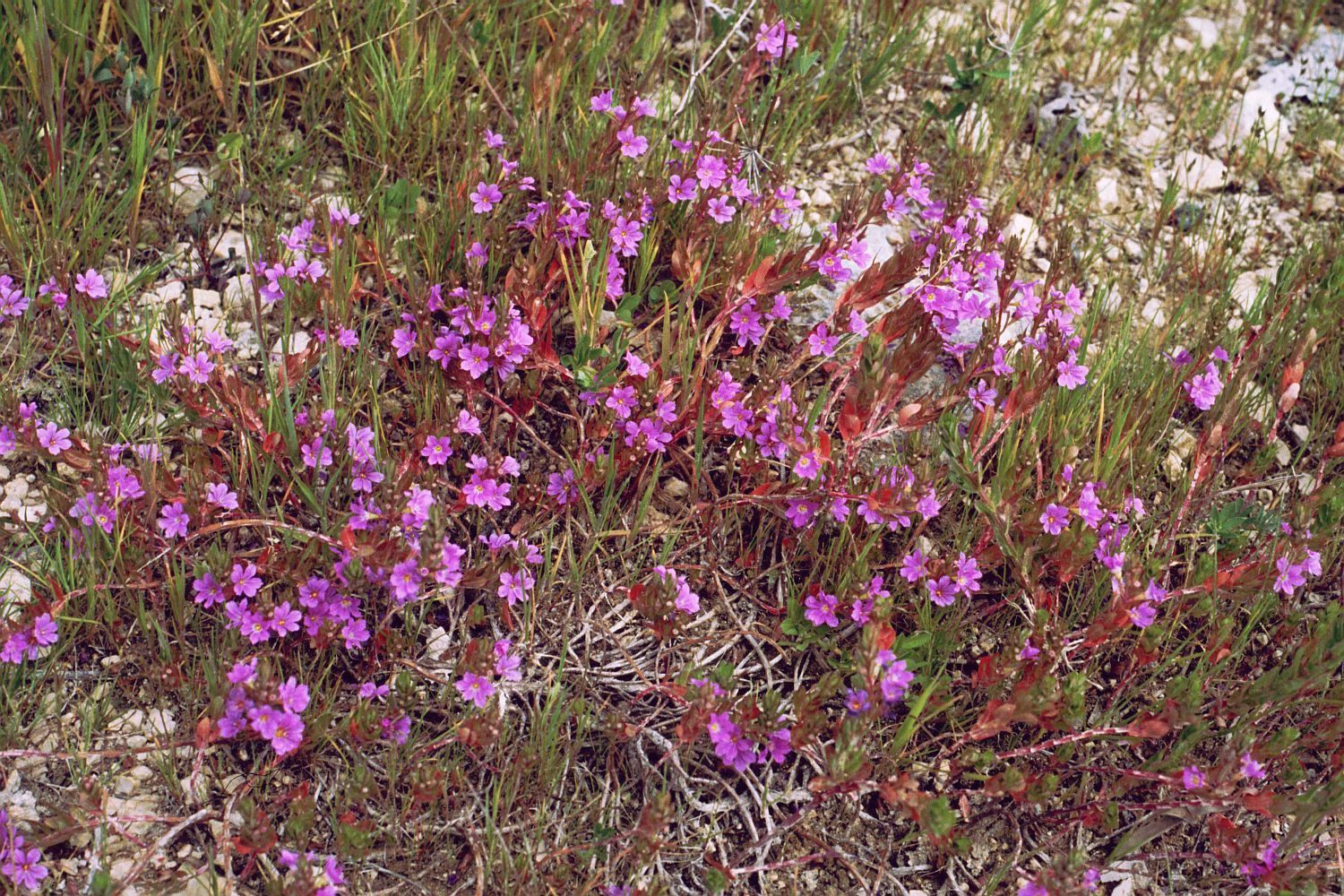
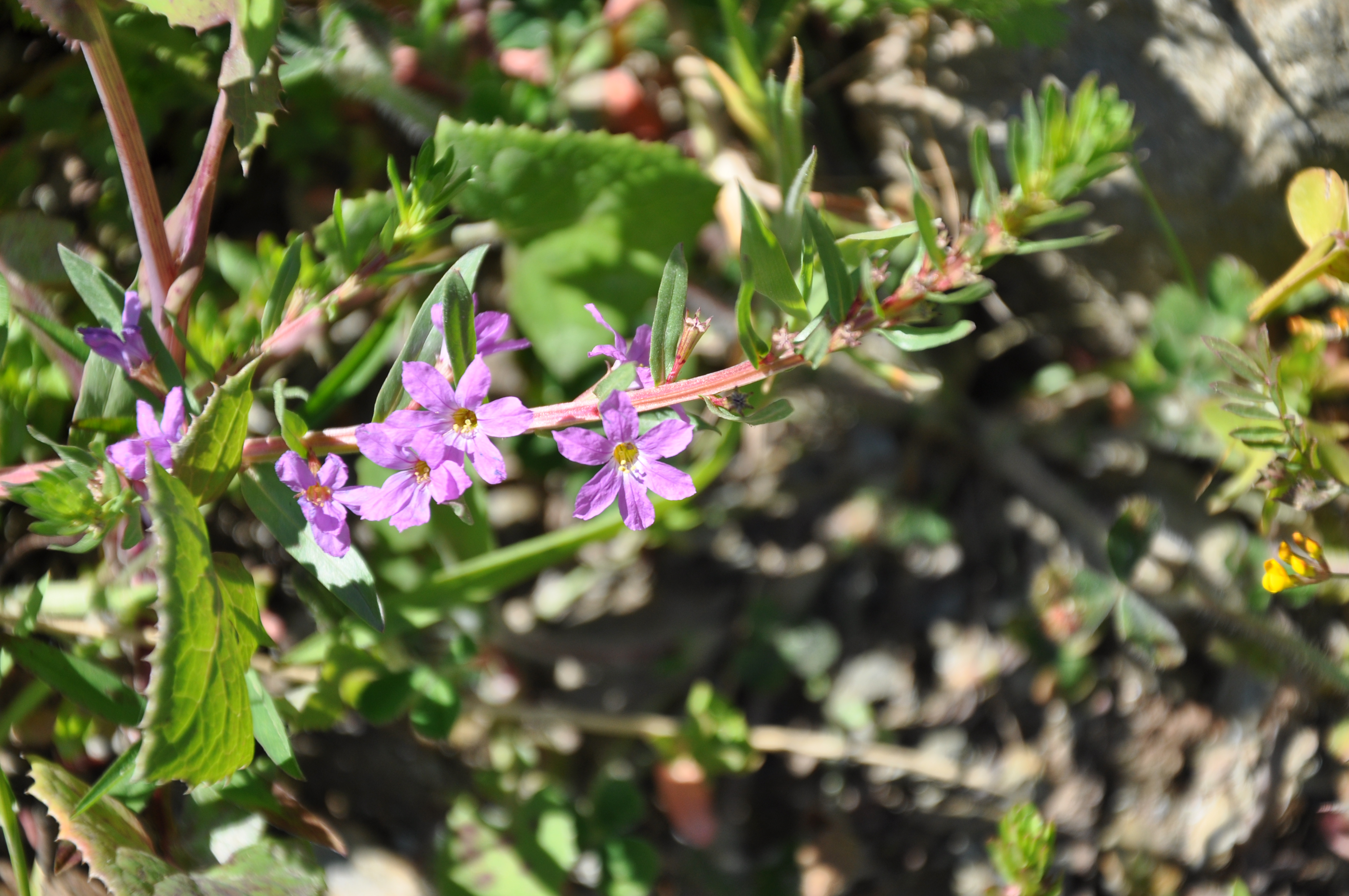